# 4628 Laplace
4628 Laplace è un asteroide della fascia principale. Scoperto nel 1986, presenta un'orbita caratterizzata da un semiasse maggiore pari a 2,6433143 au e da un'eccentricità di 0,1177322, inclinata di 11,80448° rispetto all'eclittica.
L'asteroide è dedicato all'astronomo francese Pierre Simon Laplace.